# Goldene Viscacharatte
Die Goldene Viscacharatte (Pipanacoctomys aureus) ist eine in Südamerika lebende Nagetierart aus der Familie der Trugratten (Octodontidae). Sie wurde erst im Jahr 2000 wissenschaftlich beschrieben.
Es sind mit einer Kopfrumpflänge von rund 17 bis 18 Zentimetern mittelgroße Vertreter der Trugratten. Der Schwanz wird 13 bis 14,5 Zentimeter lang und endet in einer buschigen Quaste. Das Fell dieser Tiere ist an der Oberseite goldgelb gefärbt, die Unterseite ist weißlich.
Goldene Viscacharatten sind bislang nur vom Salar de Pipanaco, einer Salztonebene in der argentinischen Provinz Catamarca bekannt. Dort haben sie sich offensichtlich an einen sehr trockenen, mit Salzpflanzen bestandenen Lebensraum angepasst. Ansonsten ist über ihre Lebensweise nichts bekannt. Mit der Chalchaleros-Viscacharatte wurde vom gleichen Forscherteam im gleichen Jahr eine weitere bislang unbekannte Trugrattenart gefunden.
Die Goldene Viscacharatte ist wie die nahe verwandte Rote Viscacharatte tetraploid, das heißt, sie hat vier Chromosomensätze statt der bei allen übrigen Säugetieren vorhandenen zwei. Der Karyotyp lautet 4n=92. 

## Weblink
- Tympanoctomys aureus in der Roten Liste gefährdeter Arten der IUCN 2013.2. Eingestellt von: Ojeda, R. & Bidau, C., 2008. Abgerufen am 22. Dezember 2013.